# Natalja Achrimenko
Natalja Achrimenko (russisch Наталья Ахрименко, engl. Transkription Natalya Akhrimenko, geb. Петрова – Petrowa – Petrova; * 12. Mai 1955 in Nowokuibyschewsk; † 10. März 2025) war eine russische Kugelstoßerin.
1980 wurde sie Siebte bei den Olympischen Spielen in Moskau. Bei der Universiade 1983 gewann sie Bronze im Kugelstoßen und Silber im Diskuswurf.
Bei den Leichtathletik-Europameisterschaften 1986 in Stuttgart errang sie Bronze. Im Jahr darauf folgten eine Goldmedaille bei den Leichtathletik-Halleneuropameisterschaften in Liévin und jeweils ein fünfter Platz bei den Leichtathletik-Hallenweltmeisterschaften in Indianapolis und bei den Leichtathletik-Weltmeisterschaften in Rom.
1988 kam sie bei den Olympischen Spielen in Seoul erneut auf den siebten Platz.

## Persönliche Bestleistungen
- Kugelstoßen: 21,73 m, 21. Mai 1988, Lesselidse
  - Halle: 21,26 m, 24. Januar 1987, Leningrad
- Diskuswurf: 64,60 m, 20. August 1980, Leningrad